# Journée nationale de commémoration de l'Holocauste
La journée nationale de commémoration de l'Holocauste (Ziua Naţională de Comemorare a Holocaustului en roumain) est célébrée le 9 octobre en Roumanie. Elle est dédiée au souvenir des victimes de l'Holocauste et du rôle de la Roumanie dans ce génocide. Des commémorations et des cérémonies ont lieu dans l'ensemble du pays pour le souvenir des Juifs et des Roms morts durant l'Holocauste.
La première journée nationale de commémoration de l'Holocause a eu lieu en 2004. La date du 9 octobre a été choisie en référence au début de la déportation des Juifs vers la Transnistrie, en 1942.
Le 9 octobre 2005, le ministre roumain des Affaires étrangères, Mihai Răzvan Ungureanu, a déposé une couronne au Mémorial de l'Holocauste, à Iaşi. Le Centre d'études hébraïques, de l'université Alexandru Ioan Cuza, et l'Institut national Elie-Wiesel pour l'étude de l'Holocauste en Roumanie (en) ont été inaugurés ce jour-là.
Le 9 octobre 2006, la première pierre du mémorial national de l'Holocauste a été posée à Bucarest. Le président Traian Băsescu, le ministre des Affaires étrangères Mihai Răzvan Ungureanu, le ministre de la Culture Adrian Iorgulescu, ainsi que des représentants des communautés juives roumaine et internationale ont participé à cet évènement. Une marche a également eu lieu, en souvenir des Roms victimes de l'Holocauste, jugées insuffisamment reconnues par le gouvernement.